# Списак градова у Финској
Република Финска представља високо урбанизовану европску државу са дугом традицијом градског живота. Данас постоји нешто више 108 градова у Финској.
У оквиру државе преовлађује величина и значај главног града Хелсинкија, у чијем градском подручју живи око 25% финског становништва. По значају се издвајају и градови Тампере и Турку.

## Назив
У финском језику постоји само један назив за град, без обзира на његову величину. То је Каупунки (швед. јед. kaupunki, мн. kaupungit).

## Историјат
Први градови на тлу Финске јављају се у средњем веку, да би под влашћу Шведске дошло до наглог повећавања њиховог броја.
До 1977. године градови у Финској су имали другачији положај од (сеоских) општина, да би се после тога положај изједначио (у оба случаја су тада створене општине). Самим општинама је остављено на вољу да ли ће у свој назив уметнути назив „град“ или „велеград“. У стварности, ово су узеле многе општине које својим бројем или густином насељености нису испуниле дате стандарде.
Додатне тешкоће у одређењу „града“ у Финској направљене су многобројним спајањима мањих општина, па су многи „градови“ добили велико сеоско залеђе. У оваквим случајевима густина насељености и удео изграђеног подручја су далеко испод свих постојећих стандарда. Због тога је данас релевантнији појам градског подручја, који обухвата само изграђену градску целину.

## Списак градова
Дати списак градова дат је за урбана подручја са више од 10.000 становника.
→ Градови који су седишта округа дати су задебљаним словима.
→ Насеља са више од 10.000 становника, која су истовремено и предграђа већих градова (Нпр. велика предграђа Хелсинкија, Еспо и Ванта), нису унета у списак.
→ Насеља без статуса града, а са више до 10.000 становника, дата су у списку закошеним словима.
| Грб | Назив       | Матерњи назив (фин./швед.)   | Округ                 | Стан. урб. подручја (31.12.2005) | Стан. општине (01.01.2012) | Година оснивања |
| --- | ----------- | ---------------------------- | --------------------- | -------------------------------- | -------------------------- | --------------- |
|     | Хелсинки    | Helsinki / Helsingfors       | Нова Земља            | 1.071.599                        | 595.384                    | 1550.           |
|     | Тампере     | Tampere /Tammerfors          | Пирканска земља       | 292.288                          | 215.168                    | 1779.           |
|     | Турку       | Turku / Åbo                  | Ужа Финска            | 246.312                          | 178.630                    | око 1300.       |
|     | Оулу        | Oulu / Uleåborg              | Северна Остроботнија  | 171.345                          | 143.909                    | 1605.           |
|     | Лахти       | Lahti / Lahtis               | округ                 | 112.187                          | 102.308                    | 1878.           |
|     | Јивескиле   | Jyväskylä / Jyväskylä        | Средишња Финска       | 105.760                          | 132.062                    | 1837.           |
|     | Пори        | Pori / Björneborg            | Сатакунта             | 93.220                           | 83.133                     | 1558.           |
|     | Куопио      | Kuopio / Kuopio              | Северна Савонија      | 79.750                           | 97.433                     | 1775.           |
|     | Васа        | Vaasa / Vasa                 | Остроботнија          | 62.106                           | 60.398                     | 1606.           |
|     | Котка       | Kotka / Kotka                | Кименска Долина       | 53.206                           | 54.831                     | 1878.           |
|     | Лапенранта  | Lappeenranta / Villmanstrand | Јужна Карелија        | 53.011                           | 72.133                     | 1649.           |
|     | Јоенсу      | Joensuu / Joensuu            | Северна Карелија      | 52.493                           | 73.758                     | 1848.           |
|     | Коувола     | Kouvola / Kouvola            | Кименска Долина       | 50.667                           | 87.567                     | 1960.           |
|     | Хивинке     | Hyvinkää / Hyvinge           | Нова Земља            | 47.032                           | 45.527                     | 1960.           |
|     | Рованијеми  | Rovaniemi / Rovaniemi        | Финска Лапонија       | 46.443                           | 60.637                     | 1960.           |
|     | Хеменлина   | Hämeenlinna / Tavastehus     | Ужа Тавастија         | 46.112                           | 67.270                     | 1639.           |
|     | Сејнејоки   | Seinäjoki / Seinäjoki        | Јужна Остроботнија    | 41.213                           | 58.703                     | 1960.           |
|     | Порво       | Porvoo / Borgå               | Нова Земља            | 35.652                           | 48.833                     | 1346.           |
|     | Микели      | Mikkeli / Sankt Michel       | Јужна Савонија        | 35.573                           | 48.907                     | 1838.           |
|     | Раума       | Rauma / Raumo                | Сатакунта             | 34.722                           | 39.820                     | 1442.           |
|     | Кокола      | Kokkola / Karleby            | Средишња Остроботнија | 33.082                           | 33.082                     | 1620.           |
|     | Лохја       | Lohja / Lojo                 | Нова Земља            | 32.378                           | 39.726                     | 1969.           |
|     | Кајани      | Kajaani / Kajana             | Кајину                | 30.742                           | 38.045                     | 1651.           |
|     | Иматра      | Imatra / Imatra              | Јужна Карелија        | 30.523                           | 28.472                     | 1971.           |
|     | Сало        | Salo / Salo                  | Ужа Финска            | 28.898                           | 55.283                     | 1960.           |
|     | Кеми        | Kemi / Kemi                  | Финска Лапонија       | 28.465                           | 22.399                     | 1869.           |
|     | Рихимеки    | Riihimäki / Riihimäki        | Ужа Тавастија         | 25.793                           | 11.111                     | 1960.           |
|     | Савонлина   | Savonlinna / Nyslott         | Јужна Савонија        | 23.555                           | 27.585                     | 1639.           |
|     | Варкаус     | Varkaus / Varkaus            | Северна Савонија      | 21.763                           | 22.606                     | 1962.           |
|     | Јакобстад   | Pietarsaari / Jakobstad      | Остроботнија          | 20.838                           | 19.623                     | 1652.           |
|     | Форса       | Forssa / Forssa              | Ужа Тавастија         | 19.140                           | 17.735                     | 1964.           |
|     | Рахе        | Raahe / Brahestad            | Северна Остроботнија  | 19.112                           | 22.606                     | 1649.           |
|     | Кирконуми   | Kirkkonummi / Kyrkslätt      | Нова Земља            | 17.360                           | 37.192                     | 1330.           |
|     | Торнио      | Tornio / Torneå              | Финска Лапонија       | 17.016                           | 22.545                     | 1621.           |
|     | Хамина      | Hamina / Fredrikshamn        | Кименска Долина       | 16.755                           | 21.403                     | 1653.           |
|     | Валкеакоски | Valkeakoski / Valkeakoski    | Пирканска земља       | 16.741                           | 21.022                     | 1963.           |
|     | Клаукала    | Klaukkala / Klövskog         | Нова Земља            | 16.652                           | -                          | -               |
|     | Исалми      | Iisalmi / Idensalmi          | Северна Савонија      | 15.623                           | 22.147                     | 1891.           |
|     | Хејнола     | Heinola / Heinola            | Пејенска Тавастија    | 15.615                           | 20.164                     | 1839.           |
|     | Пијексемеки | Pieksämäki / Pieksämäki      | Јужна Савонија        | 14.734                           | 19.700                     | 1962.           |
|     | Јемсе       | Jämsä / Jämsä                | Средишња Финска       | 14.580                           | 22.507                     | 1977.           |
|     | Настола     | Nastola / Nastola            | Пејенска Тавастија    | 12.085                           | 15.066                     | -               |
|     | Маријехамн  | Maarianhamina / Mariehamn    | Оландска острва       | 12.053                           | 11.262                     | 1861.           |
|     | Нумела      | Nummela / Nummela            | Нова Земља            | 11.848                           | -                          | -               |
|     | Иливјеска   | Ylivieska / Ylivieska        | Северна Остроботнија  | 11.034                           | 14.307                     | 1971.           |
|     | Силинјерви  | Siilinjärvi / Siilinjärvi    | Северна Савонија      | 10.914                           | 21.311                     | 1925.           |
|     | Усикаупунки | Uusikaupunki / Nystad        | Ужа Финска            | 10.605                           | 15.687                     | 1617.           |
|     | Кусамо      | Kuusamo / Kuusamo            | Северна Остроботнија  | 10.534                           | 16.177                     | 2000.           |
|     | Вамала      | Vammala / Vammala            | Пирканска земља       | 10.212                           | 16.635                     | 1965.           |